# Румыния на «Евровидении-2010»
Румыния принимала участие в Конкурсе песни Евровидение 2010 в Осло и выбирала представителя посредством национального отбора Selecţia Naţională, организованного TVR.

## До Евровидения

### Selecţia Naţională 2010
9 декабря 2009 года TVR объявил правила и подробности румынского национального финала. Открытый конкурс длился с 9 ноября по 14 января. С 25 по 27 января жюри, состоящее из композиторов, исполнителей и представителей СМИ, выбирали песни, достойные участия в финале отбора. TVR получил 117 заявок, из которых 111 соответствовали правилам конкурса. Шестнадцать финалистов были объявлены 25 января.
В 2010 году впервые было введено региональное жюри. Окончательные результаты формировались из соотношения 50/50 телеголосования и голосования жюри.
| #  | Артист                                    | Песня                           | Жюри | Телеголосование | Всего | Место |
| -- | ----------------------------------------- | ------------------------------- | ---- | --------------- | ----- | ----- |
| 1  | Рэзван Кривач                             | «Jack Pott»                     | 5    | 0               | 5     | 10    |
| 2  | Луминица Ангел, Тони Томас & Адриян Пипер | «Save Their Lives»              | 6    | 10              | 16    | 2     |
| 3  | Паула Селинг & Ови                        | «Playing with Fire»             | 12   | 12              | 24    | 1     |
| 4  | Далма                                     | «I’m Running»                   | 0    | 1               | 1     | 11    |
| 5  | Александра Унгуряну                       | «Crazy»                         | 1    | 0               | 1     | 12    |
| 6  | Pasager                                   | «Running Out of Time»           | 0    | 0               | 0     | 13    |
| 7  | Лора & Sonny Flame                        | «Come Along»                    | 4    | 7               | 11    | 6     |
| 8  | Hotel FM                                  | «Come As One»                   | 10   | 4               | 14    | 4     |
| 9  | Zero                                      | «Lay Me Down»                   | 2    | 3               | 5     | 8     |
| 10 | Лучия Думитреску                          | «See You in Heaven Michael»     | 0    | 0               | 0     | 13    |
| 11 | Паула Селинг & Камара Геди                | «It’s Not Too Late»             | 7    | 6               | 13    | 5     |
| 12 | Lulu & The Puppets                        | «Searching for Perfect Emotion» | 0    | 0               | 0     | 13    |
| 13 | Анда Адам & Connect-R                     | «Surrender»                     | 0    | 5               | 5     | 7     |
| 14 | Тина Джеру                                | «Love is War»                   | 0    | 0               | 0     | 13    |
| 15 | Алекса                                    | «Baby»                          | 3    | 2               | 5     | 9     |
| 16 | Кэтэлин Жосан                             | «Around Around»                 | 8    | 8               | 16    | 3     |

### Продвижение
После победы на национальном отборе Паула и Ови отправились в обширный тур по Европе, происходивший в марте и апреле. Первым местом, которое посетили румынские представители, стал Кишинёв. В перерыве между концертами тура, Паула и Ови посетили город Алба-Юлия в Румынии и Вену в Австрии, где сняли музыкальное видео на конкурсную песню. В видео используются 3D-технологии — впервые в истории Евровидения. Видео было выпущено в апреле.

## На Евровидении
На Евровидении Румыния выступала во втором полуфинале. По результатам жеребьёвки, Паула и Ови получили десятый номер выступления, после участницы из Нидерландов и перед участниками из Словении. По результатам голосования, Паула и Ови набрали 104 балла и заняли 4 место, чем обеспечили себе путёвку в финал конкурса.
В финале румынские представители выступали девятнадцатыми — после участника из Франции и перед участниками из России. По результатам голосования, Паула и Ови набрали 162 балла и заняли 3 место, повторив наилучший результат Румынии на Евровидении после успеха в 2005 году.